# Чатер-хаус
Чатер-хаус (Chater House, 遮打大廈) — 30-этажный гонконгский небоскрёб, расположенный в округе Сентрал-энд-Вестерн, на пересечении улиц Чатер-роуд и Педдер-стрит. Построен в 2000 — 2002 годах в стиле модерн, стоимость проекта составила 133 млн долларов. Девелопером здания является компания Hongkong Land — часть группы Jardine Matheson. Небоскрёб назван в честь знаменитого гонконгского застройщика и филантропа сэра Пола Чатера. Имеет три подземных этажа, где расположен паркинг, и трёхуровневый подиум, в котором расположены магазины Giorgio Armani, Bulgari, Loro Piana и Paule Ka.
Чатер-хаус связан со станцией метро «Сентрал», Центральным надземным пешим проходом, также принадлежащим Hongkong Land, и соседними зданиями The Landmark и Prince’s Building. Основным арендатором офисов в Чатер-хаус является американский JPMorgan Chase (на 10 этажах здания базируется азиатско-тихоокеанская штаб-квартира банка), другими крупными арендаторами выступают Franklin Templeton, Commonwealth Bank of Australia, Brilliance China Auto, Sumitomo Mitsui Financial Group, Ping An Insurance, Shizuoka Bank, Man Group, Ropes & Gray и Гонконгская комиссия по ценным бумагам и фьючерсам.  

## История
После насыпных работ 1890–1904 годов в 1905 году на отвоёванной у моря территории было построено здание Mansions Building, в котором располагались офисы компаний Canadian Pacific Ocean Services и Hong Kong, Canton & Macao Steamboat Company. В 1921 году здание стало главным офисом страховой компании Union Insurance Society of Canton и было переименовано в Union Building.
В 1946 году компания Hongkong Land выкупила Union Building и в 1950 году снесла его. Позже Hongkong Land выкупила соседний King's Building, построенный в 1905 году (некоторое время в нём находился местный офис британской телеграфной компании Marconi's Wireless Telegraph Company), и в 1958 году для расширения участка также снесла здание. Кроме того, в 1958 году было снесено и соседнее здание York Building, также возведённое в 1905 году.
В 1962 году на освобождённом от старых зданий участке был построен новый 23-этажный Union House, в 1976 году переименованный в Swire House (здесь располагались офисы Swire Group). В 1990-х годах главным арендатором здания была авиакомпания Cathay Pacific, остальные помещения занимали Swire Pacific и Swire Industries. В октябре 1998 года Swire House был снесён.
После открытия в 1998 году нового Гонконгского аэропорта Cathay Pacific перенесла свою штаб-квартиру туда, а Swire Group переехала в комплекс Пасифик-плейс.

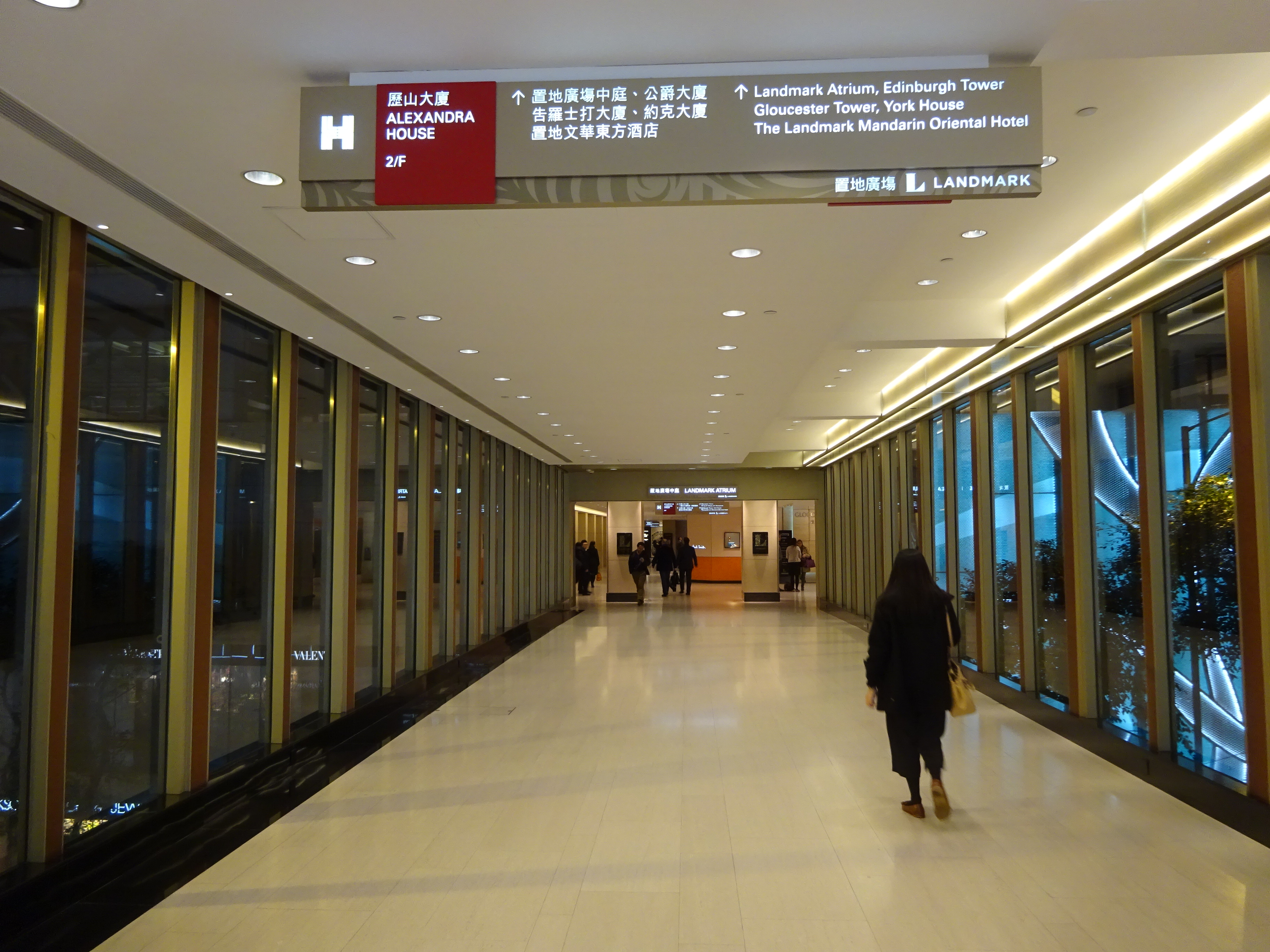
Переход между зданиями
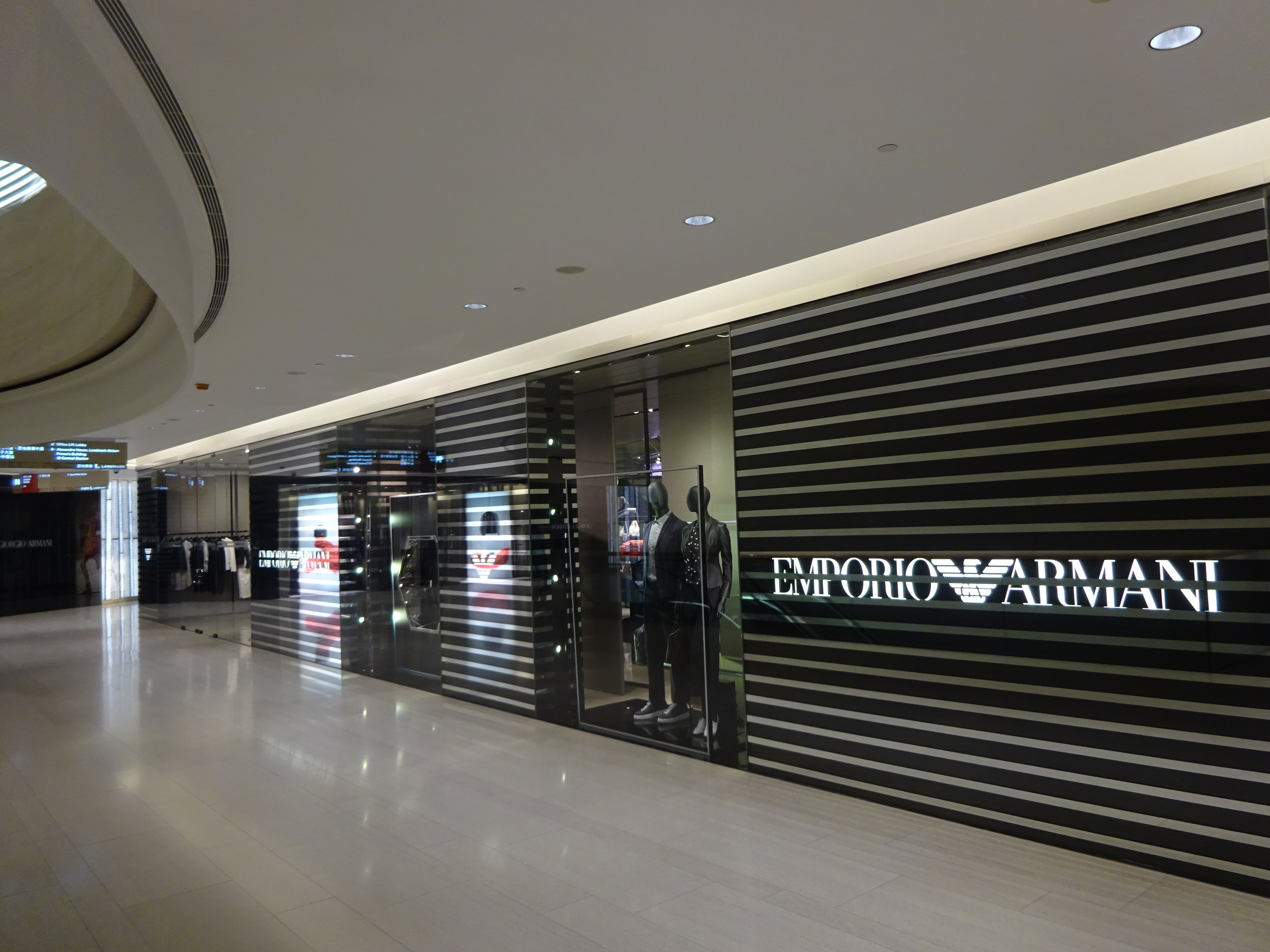
Магазин Emporio Armani
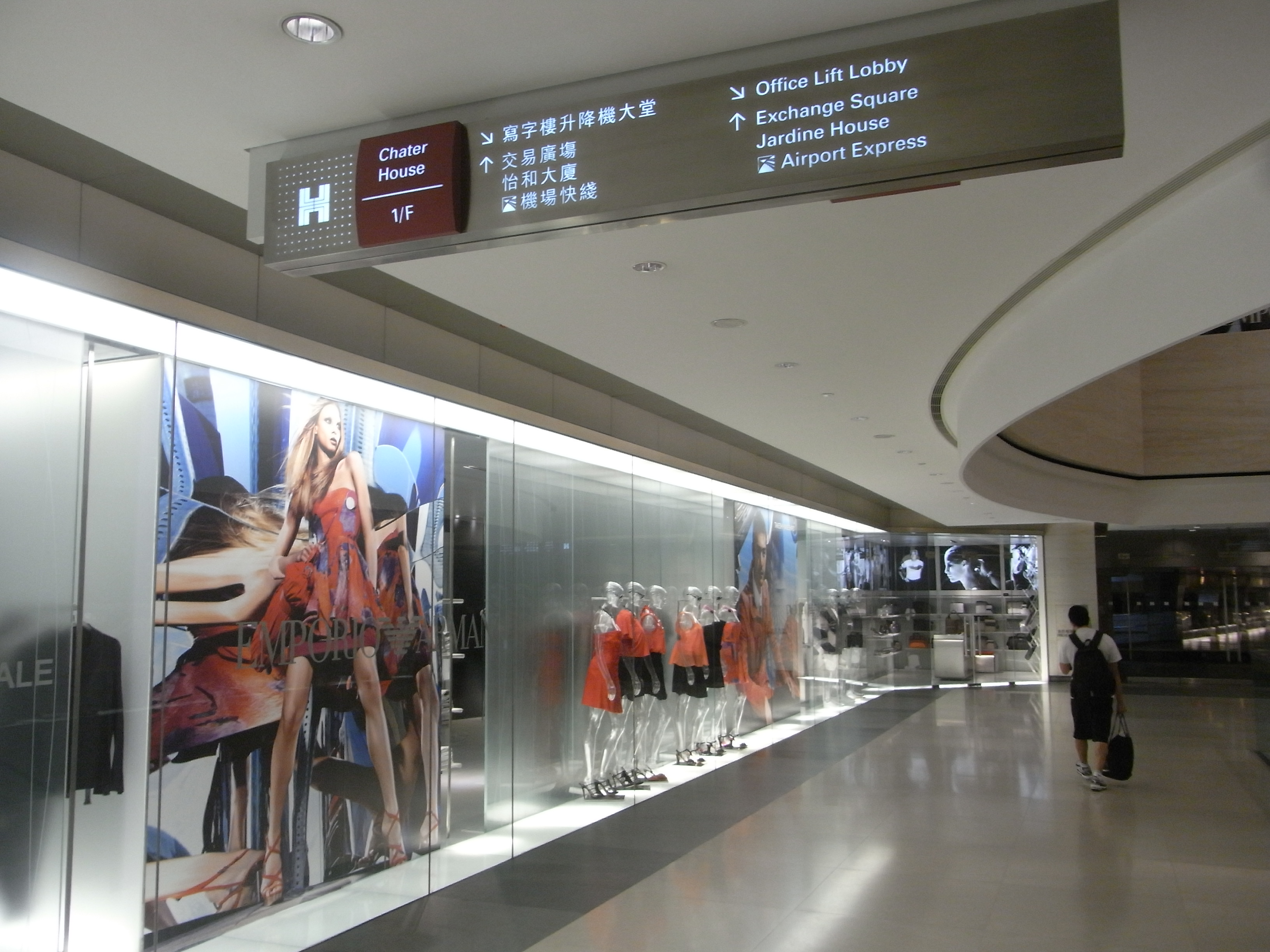
Магазин Emporio Armani
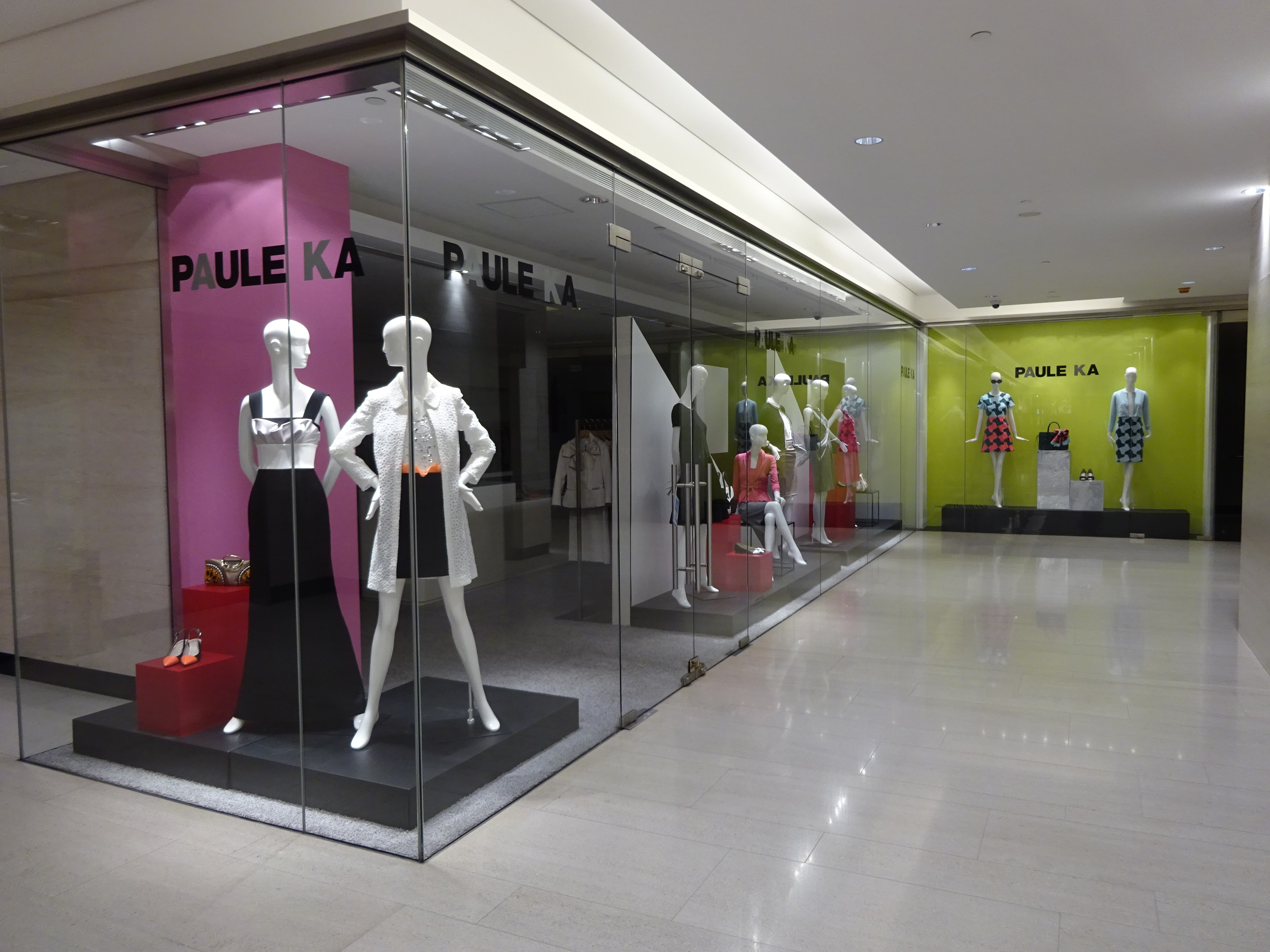
Магазин Paule Ka
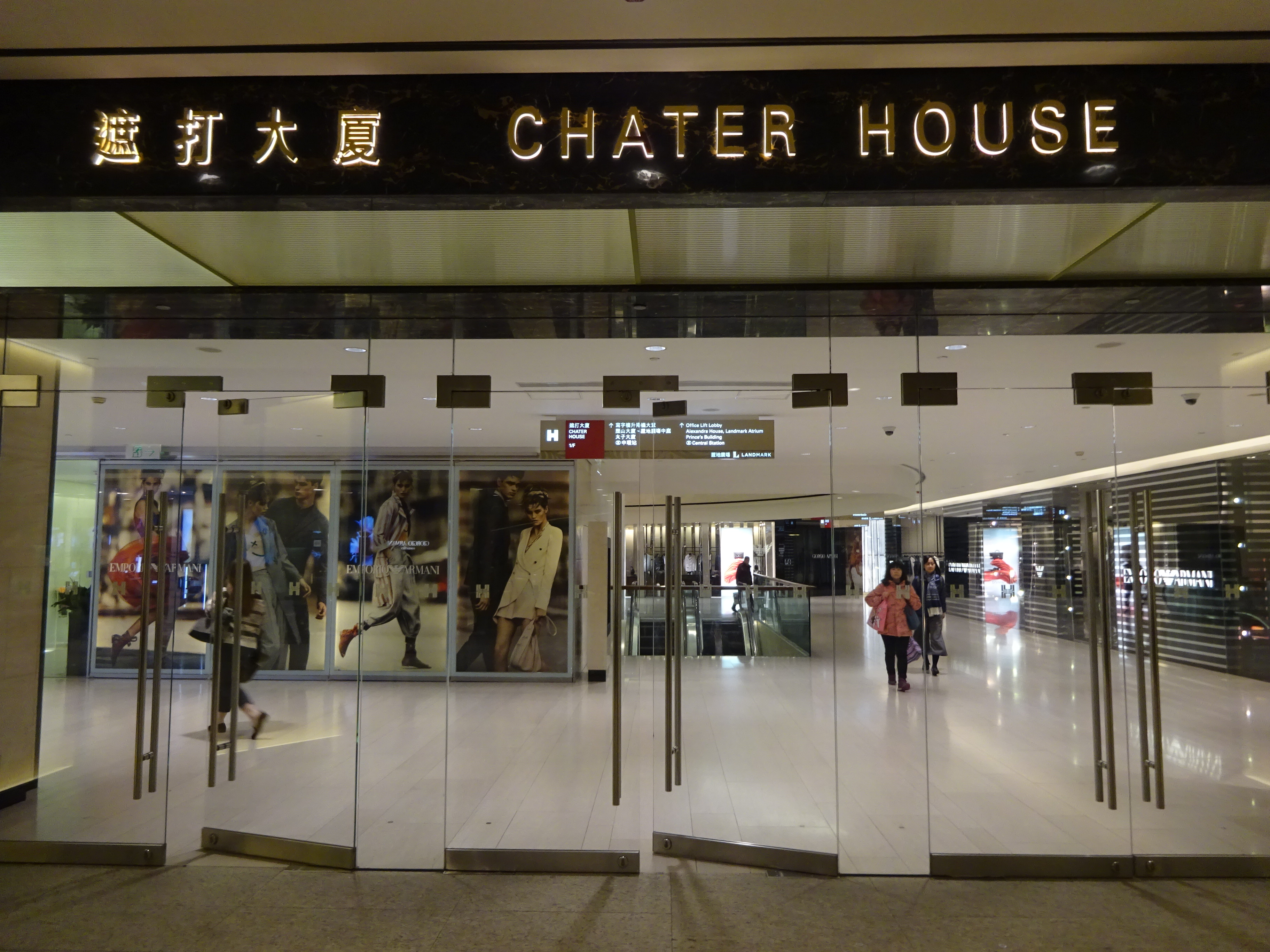
Главный вход